# فرودگاه محلی مجیک والی
فرودگاه محلی مجیک والی (به انگلیسی: Magic Valley Regional Airport) (به زبان بومی: Joslin Field) یک فرودگاه همگانی با کد یاتا TWF است که یک باند فرود آسفالت دارد و طول باند آن ۲۶۵۳ متر است. این فرودگاه در کشور ایالات متحده آمریکا قرار دارد و در ارتفاع ۱۲۶۵٫۲ متری از سطح دریا واقع شده است.